# (4762) Dobrynya
(4762) Dobrynya es un asteroide perteneciente al cinturón de asteroides, descubierto el 16 de septiembre de 1982 por la astrónoma soviética Liudmila Chernyj desde el Observatorio Astrofísico de Crimea.

## Designación y nombre
Designado provisionalmente como 1982 SC6. Fue nombrado Dobrynya en honor al héroe ruso Dobrynia Nikítich.